# Wilhelm Olbers Focke
Wilhelm Olbers Focke (Bremen, 1834 - Bremen, 1922) fou un metge i botànic. El 1881 va publicar un important treball sobre hibridació de plantes titulat Die Pflanzen-Mischlinge, Ein Beitrag zur Biologie der Gewächse (Els híbrids de plantes, una contribució a la biologia de les plantes) que s'esmenta breument els descobriments de Gregor Mendel sobre la hibridació. Tot i que Charles Darwin va tenir una còpia del llibre de Focke la va passar a un col·lega pel que sembla sense llegir aquesta secció en particular. El re-descobriment del treball de Mendel es considera en general que tingué lloc en els primers anys del segle xx, però, a Die Pflanzen-Mischlinge, Mendel s'esmenta 18 vegades - Focke, encara que no sembla prendre el treball de Mendel seriosament. Juntament amb la hibridació, Focke analitzà els fenòmens no mendelians de quimera (graft hybrids), pseudogàmia, i xènia.
El 1889 Focke dirigia una investigació sobre un brot de malària ocorregut uns anys abans al nord d'Alemanya. També va investigar sobre la taxonomia del gènere Rubus (Rosaceae) i publicà uns quants estudis (1877-1914). Escrigué edicions en un cert nombre de monografies per a Engler, A & Prantl, K. Die natürlichen Pflanzenfamilien sobre la família Rosaceae, especialment per les plantes fruiteres d'aquesta família.
Molta de la seva producció es publicà al periòdic de Bremen: Abhandlungen: Naturwissenschaftlicher Verein zu Bremen. Es disposa d'una llista completa dels papers publicats en aquest periòdic. Examinant les entrades Focke sobre aquesta llista d'articles, es pot apreciar l'àmplia gamma de temes que estudiava així com les aplicacions a les que es dedicava el seu treball.